# Cezary Smuniewski
Cezary Franciszek Smuniewski (ur. 1977 w Warszawie) – doktor habilitowany nauk o bezpieczeństwie, doktor habilitowany nauk teologicznych, profesor Uniwersytetu Warszawskiego, pracownik naukowo-dydaktyczny Wydziału Nauk Politycznych i Studiów Międzynarodowych Uniwersytetu Warszawskiego, dyrektor Interdyscyplinarnego Centrum Badawczego Uniwersytetu Warszawskiego "Tożsamość - Dialog - Bezpieczeństwo", duchowny rzymskokatolicki.

## Wykształcenie i działalność naukowa
Odbył naukę w XLVIII Liceum Ogólnokształcącym im. Edwarda Dembowskiego w Warszawie. Ukończył studia teologiczne na Papieskim Wydziale Teologicznym w Warszawie oraz Uniwersytecie Kardynała Stefana Wyszyńskiego, gdzie w 2007 na Wydziale Teologicznym obronił rozprawę doktorską z teologii dogmatycznej pt. Eschatologiczne ukierunkowanie Eucharystii w nauczaniu Jana Pawła II napisaną pod kierunkiem o. prof. Jacka Salija OP.
W latach 2008–2010 odbył studia postdoktoranckie na Papieskim Uniwersytecie Świętego Krzyża w Rzymie.
W latach 2009–2010 prowadził badania na Papieskim Uniwersytecie Gregoriańskim w Rzymie.
W roku 2014 na Uniwersytecie Papieskim Jana Pawła II w Krakowie otrzymał stopień doktora habilitowanego w zakresie nauk teologicznych na podstawie osiągnięcia pt. Wspólnota łaski. Charytologiczno-trynitarna eklezjogeneza.
W roku 2015 otrzymał stanowisko profesora nadzwyczajnego w Akademii Obrony Narodowej, na którym następnie pracował w  Akademii Sztuki Wojennej do roku 2021.
W roku 2016 odbył staż naukowy na Wydziale Nauk Ekonomicznych Uniwersytetu w Genui.
W latach 2018–2019 odbył staż naukowy na Wydziale Nauk Politycznych Uniwersytetu w Genui.
W roku 2020 w Akademii Sztuki Wojennej otrzymał stopień doktora habilitowanego w zakresie nauk o bezpieczeństwie na podstawie osiągnięcia pt. National Security of Poland in the Axiological Perspective. President Lech Wałęsa.
Współtwórca i inicjator powstania Interdyscyplinarnego Centrum Badawczego Uniwersytetu Warszawskiego  „Tożsamość - Dialog - Bezpieczeństwo”.
Od 2023 profesor Uniwersytetu Warszawskiego.

### Zatrudnienie
2007–2008 – Papieski Wydział Teologiczny w Warszawie.
2012–2016 – Akademia Obrony Narodowej, Wydział Bezpieczeństwa Narodowego.
Od 2016–2021 – Akademia Sztuki Wojennej, Wydział Bezpieczeństwa Narodowego.
Od 2018 – Uniwersytet Warszawski, Wydział Nauk Politycznych i Studiów Międzynarodowych. Kierownik projektu: Wdrożenie programu edukacyjnego "Polityka-Religia-Bezpieczeństwo. Konflikt i próby rozwiązania" w oparciu o współpracę międzynarodową.
Od 2021 – Interdyscyplinarne Centrum Badawcze Uniwersytetu Warszawskiego „Tożsamość - Dialog - Bezpieczeństwo”.
Od 2023 – zatrudnienie na stanowisku profesora uczelni.

### Inne
Członek Associazione Teologica Italiana oraz Towarzystwa Teologów Dogmatyków (Członek Zarządu).
Konsultant teologiczny filmu Popiełuszko. Wolność jest w nas.
Współredaktor Credo Domine, adiuva incredulitatem meam. Księga jubileuszowa dedykowana Ojcu Profesorowi Jackowi Salijowi OP, dedykowanej Jackowi Salijowi OP, która została stworzona z inicjatywy polskiego Towarzystwa Teologów Dogmatyków.
Współautor książki dla dzieci Świat w lustrze. Dobro może być większe (Zofia Kulińczak, Aleksandra Kulińczak, Katarzyna Kulińczak, ks. Cezary Smuniewski) Instytut Papieża Jana Pawła, Warszawa 2022.

## Działalność kapłańska
Ukończył Wyższe Metropolitalne Seminarium Duchowne św. Jana chrzciciela w Warszawie. W 2003 roku przyjął święcenia kapłańskie. Był wikariuszem w Parafii Matki Bożej Nieustającej Pomocy w Pruszkowie (2003–2004), Parafii św. Stanisława Kostki w Warszawie na Żoliborzu (2004–2008), Parafii św. Barbary w Warszawie na Koszykach (2010–2011). W latach 2011–2015 posługiwał w Parafii Świętej Trójcy w Warszawie na Solcu. Od roku 2015 posługuje w Parafii św. Stanisława BM w Sobikowie.
W latach 2010–2015 był diecezjalnym asystentem Akcji Katolickiej Archidiecezji Warszawskiej i asystentem kościelnym czasopisma „Wierzyć Życiem".

## Wybrane publikacje
- Person, Nation, State: Interdisciplinary research in security studies, C. Smuniewski, A. Massa, A. Zanini (red.), Akademia Sztuki Wojennej, Warszawa 2021.
- Powrót do Ojczyzny? Patriotyzm wobec nowych czasów. Kontynuacje i poszukiwania, C. Smuniewski, P. Sporek (red.), Instytut Nauki o Polityce, Warszawa 2021.
- Will the COVID-19 Pandemic Change National Security and Healthcare in the Spectrum of Cardiovascular Disease?, F. M. Szymanski, C. Smuniewski, A. E. Platek, Current Problems in Cardiology, Volume 45, Issue 9, 2020, 100645, ISSN 0146-2806, https://doi.org/10.1016/j.cpcardiol.2020.100645.
- National Security of Poland in the Axiological Perspective. President Lech Wałęsa, Wydawnictwo Akademii Humanistycznej im. A. Gieysztora, Institute of Political Science Publishers, Warsaw 2019.
- From Memory to Freedom. Research on Polish Thinking about National Security and Political Community, Institute of Political Science Publishers, Warsaw 2018.
- È già iniziata la Terza Guerra Mondiale? La Chiesa a servizio dell’uomo e della società tra la guerra e la pace, G. Calabrese, C. Smuniewski (red.), Aracne editrice, Canterano-Roma 2017.
- Credo Domine. Adiuva incedulitatem meam. Księga jubileuszowa dedykowana Ojcu Profesorowi Jackowi Salijowi OP, J. Kupczak, C. Smuniewski (red.), Wydawnictwo W drodze, Poznań-Kraków 2017.
- Europa w dobie przemian. O wielokulturowości i bezpieczeństwie = Europe in the Time of Transformations: on Multiculturalism and Security, C. Smuniewski, R. Kobryński (red.), Oficyna Wydawniczo-Poligraficzna „Adam”, Warszawa 2016.
- Rodzina w lokalnych i globalnych kontekstach bezpieczeństwa = Family in Local and Global Contexts of Security, I. Urych, C. Smuniewski (red.), Wydawnictwo AON, Warszawa 2015.
- Chrześcijaństwo i bezpieczeństwo. Znaczenie Jana Pawła II w dyskursie polemologiczno-irenologicznym = Christianity and Security the Significance of John Paul II in the Polemology-Irenology Discourse, T. Kośmider, K. Gąsiorek, C. Smuniewski (red.), Instytut Papieża Jana Pawła II, Warszawa 2014.
- Kryzys i prawda. Imperatywy przywracanego porządku, G. Noszczyk, C. Smuniewski (red.), „Studia i Materiały Wydziału Teologicznego Uniwersytetu Śląskiego w Katowicach” nr 75, Księgarnia św. Jacka, Katowice 2013.
- Wspólnota łaski. Charytologiczno-trynitarna eklezjogeneza, „Myśl Teologiczna” t. 76, Wydawnictwo WAM, Kraków 2013.
- Eucharystia – Boski Wędrowiec. Szkice z eucharystologii antropologicznej, Biblos, Tarnów 2012.
- Bóg – człowiek – komunia. Eschatologiczne ukierunkowanie komunii eucharystycznej w nauczaniu Jana Pawła II, Instytut Papieża Jana Pawła II, Warszawa 2012.
- Eucharystia – tajemnica domu, Oficyna Wydawniczo-Poligraficzna „Adam”, Warszawa 2011.
- Ofiara eucharystyczna i nasze życie wieczne. Eschatologiczne ukierunkowanie Eucharystii jako Ofiary w nauczaniu Jana Pawła II, Oficyna Wydawniczo-Poligraficzna „Adam”, Warszawa 2011.
- Kapłan, ołtarz, nadzieja, Wydawnictwo Sióstr Loretanek, Warszawa 2010.
- Niewyczerpalne źródło świętości. Eschatologiczne ukierunkowanie adoracji w nauczaniu Jana Pawła II, „Studia nad myślą Jana Pawła II”, vol, 2, Wydawnictwo Naukowe Papieskiej Akademii Teologicznej w Krakowie, Kraków 2008.